# باشگاه فوتبال ایگلون دو لمونتن
باشگاه فوتبال ایگلون دو لمونتن یک باشگاه فوتبال در مارتینیک است که در شهر لو لمونتن بازی می‌کند.

## افتخارات
- لیگ ملی مارتینیک: ۴ قهرمانی
- جام حذفی مارتینیک: ۳ قهرمانی
- جام کنسول ژنرال: ۱ قهرمانی